# Городской бродяга (фильм)
«Городской бродяга» (нем. Der Stadtstreicher) — немецкий художественный чёрно-белый фильм 1966 года, первый сохранившийся фильм Райнера Вернера Фасбиндера. «Городской бродяга» входит наряду с фильмами «Вечером» (не сохранился) и «Маленький хаос» в число трёх короткометражек, спродюсированных Кристофом Розером и снятых Фасбиндером до его полнометражного дебюта «Любовь холоднее смерти».

## Сюжет
Молодой человек с портфелем в руках просыпается утром на автобусной остановке. Он пытается пить из стоящей рядом бутылки, но она пуста. Он закуривает и отправляется бродить по городу. На одной из улиц он находит пистолет и прячет его в портфель. 
Продолжая бродить, человек садится за столик в кафе посреди парка. Он ест будерброды и снова рассматривает пистолет. Незаметно для него за ним следят двое мужчин, гуляющих с собачкой. Решив избавиться от пистолета, главный герой кладёт его в пустой резервуар и уходит, однако следящие за ним подают знак официантке, и она вынимает пистолет и возвращает его молодому человеку.
Бродя по городу, герой заходит в один из домов и звонит в квартиру. Открывшей ему девушке он говорит, что хотел бы воспользоваться её ванной, чтобы покончить с собой. Девушка закрывает перед ним дверь. Герой идёт дальше. Зайдя в общественный туалет, он вынимает пистолет и рассматривает его.
В какой-то момент бродяга сидит на скамейке с пистолетом в руках. Мимо проходят те же двое мужчин с собачкой и один из них вырывает пистолет из рук героя. Приятели начинают перебрасывать пистолет друг другу, не давая его главному герою. В конце концов они уходят, а он в отчаянии падает на траву.

## В ролях
- Кристоф Розер — бродяга
- Сюзанна Шимкус — официантка
- Михаэль Фенглер — первый мужчина
- Томас Фенглер — второй человек
- Ирм Херман — женщина
- Райнер Вернер Фасбиндер — молодой человек в туалете

## Отзывы
Как признавался сам Фасбиндер, его фильм навеян фильмом Эрика Ромера «Знак льва» 1959 года.